# Lacul Tansa
Lacul de acumulare Tansa a fost construit pe râul Bahlui, între anii 1971-1976, în scopul protejării comunei Belcești din județul Iași de inundații. Lacul are o suprafață de 360 ha, digul are o lungime de 6 km, înălțimea digului este de 6m, iar adâncimea lacului variază între 6–7 m.
Lacul poate asigura apă pentru irigarea unei suprafețe arabile de 1800 ha, drept pentru care între anii 1976-1980 s-a construit și un sistem de irigații (astăzi sistemul de irigații este complet distrus).
Lângă lac se află localitatea Tansa; sat component al comunei Belcești. 